# Volker Sinz
Richard Werner Volker Sinz (* 21. Mai 1935 in Schönheide, Amtshauptmannschaft Schwarzenberg) ist ein deutscher Mediziner. Er war Professor für Pathologische Physiologie an der Medizinischen Fakultät „Carl Gustav Carus“ in Dresden. Nachdem er bereits in den 1980er Jahren maßgeblich am Aufbau einer Abteilung für Pathopsychologie beteiligt war, leitete er von 1990 bis 1996 das dortige Institut für Pathophysiologie und Physiologie.

## Leben
Er stammte aus dem Erzgebirge. Nach dem Abitur studierte Sinz von 1953 bis 1958 Medizin an der Universität Leipzig und schloss das Studium mit dem Staatsexamen ab. Im darauffolgenden Jahr promovierte er am 21. Dezember an der Medizinischen Fakultät der Karl-Marx-Universität Leipzig zum Dr. med. Das Thema seiner Dissertation lautete Experimentelle Beiträge zu Fragen der Muskelermüdung. Selbstversuche und Tierexperimente.
Seine erste Anstellung erhielt Sinz als Stationsarzt am Bezirkskrankenhaus Schwerin. Die Approbation als Arzt erhielt er 1961. Im gleichen Jahr wechselte er von Schwerin zurück nach Leipzig, wo er am Physiologischen Institut wissenschaftlicher Assistent wurde. 1965 erfolgte seine Anerkennung als Facharzt für Physiologie. 1966 wechselte er an die Klinik der Karl-Marx-Universität und 1972 nach Dresden. Hier erfolgte 1978 seine Ernennung zum Oberarzt. 1980 erlangte Sinz die Facultas Docendi für Pathologische Physiologie und habilitierte 1982. Das Thema seiner Dissertation B lautete Zur Dynamik akraler impedanzplethysmographischer Messgrössen unter physiologischen und pathophysiologischen Belastungen und ihre Eignung für die Zustandsbeurteilung von Patienten.
1990 wurde er, der zwischenzeitlich zum Institutsleiter berufen wurde, zum Professor für Pathologische Physiologie an der Medizinischen Fakultät „Carl Gustav Carus“ in Dresden ernannt. 1997 erfolgte seine Emeritierung.

## Publikationen (Auswahl)
- Experimentelle Beiträge zu Fragen der Muskelermüdung. Selbstversuche und Tierexperimente. Leipzig, 1959.
- Zur Dynamik akraler impedanzplethysmographischer Messgrössen unter physiologischen und pathophysiologischen Belastungen und ihre Eignung für die Zustandsbeurteilung von Patienten. Dresden, 1982.
- (Hrsg.): Angewandte und pathologische Physiologie. 3. Arbeitstagung vom 28.09. – 1.10.1994, Königstein, Sächs. Schweiz, Referateband. TU Dresden, 1995.